# Wolfgang Wiedlich

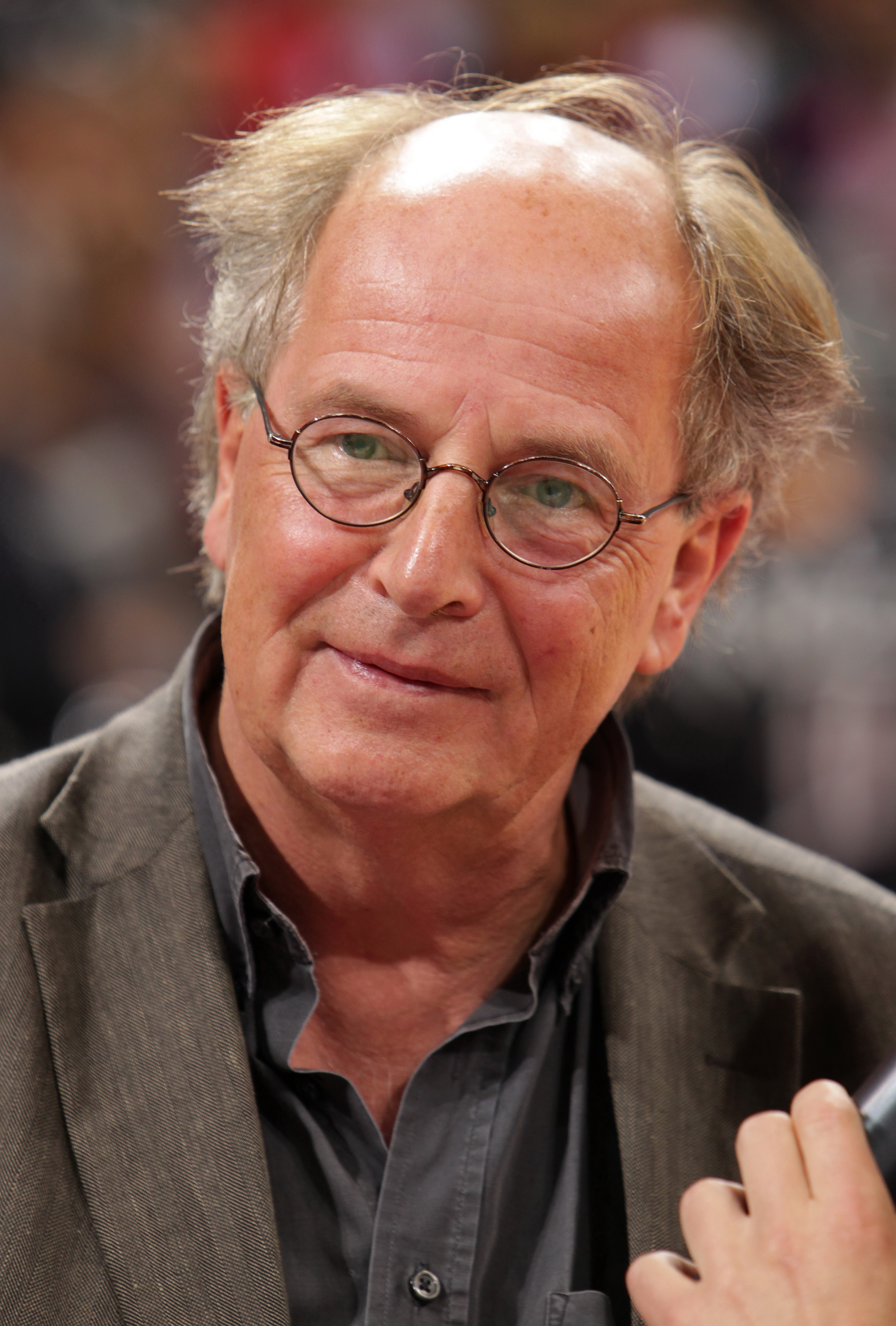
Wolfgang Wiedlich (2018)

Wolfgang Wiedlich (* 27. April 1956 in Bonn) ist ein deutscher Journalist beim Bonner General-Anzeiger und engagiert sich seit 1979 im Bonner Basketball. Seit 1998 ist er Präsident des Telekom Baskets Bonn e.V. Wiedlich ist verheiratet und hat zwei Söhne.

## Werdegang
Nach dem Abitur in Bonn (1974) absolvierte Wiedlich seinen Zivildienst (1975–1977) und studierte an der Rheinischen Friedrich-Wilhelms-Universität in Bonn Geographie (Hauptfach) und Sportwissenschaft (Nebenfach) für das Lehramt der Sekundarstufe II, begleitete als Filmdokumentar ein sportwissenschaftliches Projekt an der Jomo Kenyatta University in Nairobi (Kenya) und machte 1983 sein Staatsexamen. Danach wechselte er in den Journalismus, absolvierte ein Volontariat beim Bonner General-Anzeiger, in dessen Rahmen er ein USA-Stipendium des John J. McCloy Fund des American Council on Germany erhielt. Als Redakteur arbeitete er ab 1986 in verschiedenen Ressorts des General-Anzeigers, spezialisierte sich auf Wissenschaftsthemen und hier früh auf Fragen des Klimawandels. Von 1993 bis 2022 leitete Wiedlich das Wochenend-Journal (Magazin für Wissen und Kultur) der Zeitung. Von 2009 bis 2014 gehörte er einem investigativen Team des General-Anzeigers an, das den größten Bauskandal der Bonner Nachkriegsgeschichte zum World Conference Center Bonn recherchierte. Wiedlich wurde mit zahlreichen Journalistenpreisen ausgezeichnet, unter anderem mit dem Theodor-Wolff-Preis (1995) und dem Wächterpreis der deutschen Tagespresse (2010). Er ist einer von lediglich drei deutschen Journalisten, die die beiden genannten Preise gleichermaßen erhielten.
Parallel zu Studium und Journalismus engagierte Wiedlich sich im Bonner Basketball. 1979 begann er als Trainer in der 3. Kreisliga beim SC Fortuna Bonn, dessen Basketball-Abteilung er ab 1980 leitete. Sein Ziel war es, Basketball in Bonn zur zuschauerstärksten Sportart zu entwickeln. Im Rahmen mehrerer Fusionen, darunter der Zusammenschluss der Basketball-Abteilungen des SC Fortuna Bonn und des Godesberger TV (1992), und der Gewinnung der Deutschen Telekom AG als Hauptsponsor (1993) wurde 1995 der Telekom Baskets Bonn e.V. gegründet, der bereits 1996 in die Bundesliga aufstieg. Wiedlich ist seit 1998 Präsident des Clubs, nachdem sein Vorgänger Dr. Hans Braun unerwartet früh mit 58 Jahren gestorben war. Von 2001 bis 2006 war Wiedlich Vizepräsident der Basketball-Bundesliga. Ab 1999 engagierte er sich zudem für Finanzierung, Planung und Bau der ersten bundesligatauglichen Basketballhalle in Klubhand in Deutschland und die Zusammenführung aller Nachwuchsaktivitäten des Klubs, die bis dahin auf 13 Bonner Sporthallen verteilt waren. Der so entstandene Telekom Dome umfasst eine Haupthalle mit 6.000 Plätzen sowie ein eigenes Ausbildungszentrum für Kinder und Jugendliche und wurde im Juni 2008 mit der Finalserie gegen Alba Berlin eingeweiht. Anfang Dezember 2018 wurde Wiedlich als Auszeichnung für seinen jahrelangen Einsatz für den Basketball, aber auch für seine Veröffentlichungen über den Klimawandel das Bundesverdienstkreuz verliehen.

## Veröffentlichungen
- Spanien selbst erleben. Göttingen 1981, Syro-Verlag, ISBN 3-921885-95-7
- Kiwis aus Sibirien? – Treibhauseffekt, Ozonloch, Umweltpolitik. Basel/Boston/Berlin 1991, Birkhäuser-Verlag, ISBN 3-7643-2621-2
- (Hrsg.) Das unvorstellbare Wachstum – die Bevölkerungslawine. Bonn 1995, Bouvier-Verlag, ISBN 3-416-02542-3

## Auszeichnungen und Ehrungen
- 1990 Förderpreis des 1. Umweltpreises für Publizistik
- 1995 Theodor-Wolff-Preis[4]
- 2002 1. Preis der Gregor Louisoder Umweltstiftung (München)[5]
- 2008 Bröckemännche-Preis des Bonner Medien-Clubs für die Berichterstattung zum Klimawandel und den Bau einer eigenen Halle mit Ausbildungszentrum für den Telekom Baskets Bonn e.V.[6]
- 2009/2010 Wächterpreis der Deutschen Tagespresse, Deutscher Lokaljournalistenpreis in der Kategorie „Investigativer Journalismus“ und 1. Preis des Bundes der Steuerzahler (Team-Auszeichnungen) für die Recherchen zum internationalen Bauskandal um das World Conference Center Bonn (WCCB)[7]
- 2018 Bundesverdienstkreuz am Bande